# Хан, Иоганн Георг фон
Иоганн Георг фон Хан (нем. ohann Georg von Hahn; 11 июля 1811, Франкфурт-на-Майне — 23 сентября 1869, Йена) — австрийский дипломат, филолог. Один из основоположников албанистики.
Известный эксперт по албанскому языку и культуре.

## Биография
Изучал право в Гейдельбергском университете. Получил докторскую степень. 
Во время правления короля Оттона I был направлен в Грецию, где работал судьей, и имел возможность выучить греческий и албанский языки.
В 1847 году И. Г. Хан стал консулом Австрийской империи в Янине. За время пребывания в должности консула он много раз путешествовал по территории Албании, собирая народные песни, сказки и пословицы, с целью опубликовать работу, посвященную тоскианскому диалекту албанского языка. В своих исследованиях сотрудничал с албанским национальным активистом и писателем Костандином Кристофоридхи.

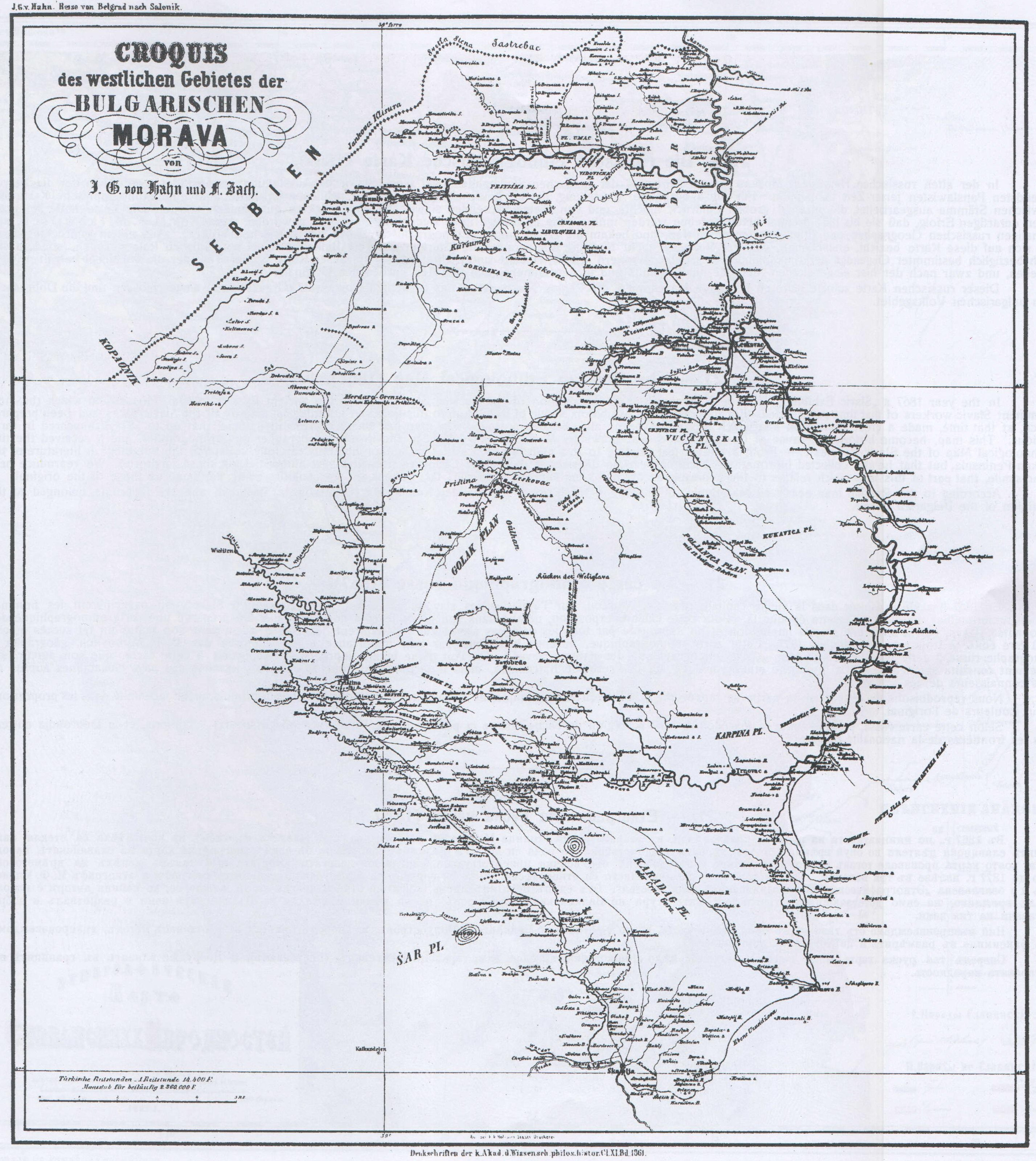
Этнографическая карта Южной Моравы, подготовленная Ганом в 1861 г.

В 1851 году И. Г. Хана перевели на о. Сирос, а с 1869 года стал генеральным консулом в Афинах. Способствовал экономическому проникновению Австро-Венгрии на Балканы.
И. Г. Хан был одним из первых исследователей, изучавших албанский язык и культуру в XIX веке. В 1854 году он опубликовал фундаментальный трехтомный труд Albanesische Studien, в котором доказал принадлежность албанского языка к индоевропейской языковой семье.

## Избранные труды
- Albanesische Studien. 3 vols. Jena: F. Mauko, 1854; Vienna: Hof- und Staatsdruckerei, 1853 (reprint Dion.Karavias, Athen 1981)
- Reise von Belgrad nach Salonik. Vienna: K. K. Consul für östliche Griechenland, 1861.
- Griechische und albanesische Märchen. 2 vols. Leipzig: 1864; Munich/Berlin 1918
- Reise durch die Gebiete von Drin und Wardar. Vienna: 1867.